# 체수분
체수분(體水分, body water)은 생리학에서 동물의 몸 속 조직, 혈액, 뼈 등 모든 곳에 존재하는 물을 말한다. 동물의 몸에서 체수분은 질량과 부피 양면 모두에서 상당한 비중을 차지하고 있다. 적절한 양의 체수분을 유지하는 것을 항상성 측면에서 체액균형이라고 한다. 체수분은 총체수분량(total body water, TBW)에 포함된다.